# Hugo Erdmann
Hugo Wilhelm Traugott Erdmann (8 de mayo de 1862-25 de junio de 1910) fue un químico alemán que descubrió, junto con su asesor de doctorado Jacob Volhard, la ciclación de Volhard-Erdmann. En 1898, fue el primero que acuñó el término "gases nobles" (el nombre original era Edelgas, en alemán) para referirse a los gases que forman el grupo 18 del sistema periódico de los elementos.